# SZNZ: Spring
SZNZ: Spring és el setè EP de la banda estatunidenca de rock alternatiu Weezer, el primer de quatre que formen el projecte SZNZ (pronunciat en anglès seasons, estacions). Es va publicar digitalment el 20 de març de 2022, coincidint amb l'equinocci de primavera. Posterior també es va llançar una versió física en format CD (2022), i disc fonogràfic (2023). Únicament se'n va extreure un senzill, titulat «A Little Bit of Love».
El primer senzill, «A Little Bit of Love», es va publicar el 16 de març de 2022, i aquest mateix dia, Rivers Cuomo va utilitzar el joc Weezle (un derivat del joc Wordle tematitzat amb l'univers de Weezer) per avançar els títols de les cançons que formarien l'EP. Una setmana després es va publicar l'EP. Les crítiques van ser relativament positives però diversos mitjans musicals van ser força crítics amb aquest treball.

## Llista de cançons
Totes les cançons foren escrites i compostes per Rivers Cuomo, excepte les indicades. 
| Núm.          | Títol                  | Composició                          | Durada |
| ------------- | ---------------------- | ----------------------------------- | ------ |
| 1.            | «Opening Night»        |                                     | 2:27   |
| 2.            | «Angels on Vacation»   |                                     | 3:25   |
| 3.            | «A Little Bit of Love» | Cuomo Dave Gibson Jax Wayne Wilkins | 2:44   |
| 4.            | «The Garden of Eden»   |                                     | 3:15   |
| 5.            | «The Sound of Drums»   |                                     | 3:16   |
| 6.            | «All This Love»        | Cuomo Patrick Wilson                | 2:50   |
| 7.            | «Wild at Heart»        |                                     | 2:54   |
| Durada total: | Durada total:          | Durada total:                       | 20:51  |

| 8. | «Across the Meadow» |  |

## Crèdits
Weezer
- Rivers Cuomo – cantant, guitarra, veus addicionals
- Patrick Wilson – bateria
- Brian Bell – guitarra, veus addicionals
- Scott Shriner – baix, veus addicionals

Tècnics
- Jake Sinclair – producció
- Suzy Shinn – producció
- Ethan Gruska – producció
- Bernie Grundman – masterització
- John Sinclair – mescles
- Rob Kinelski – mescles
- Rouble Kapoor – enginyeria
- Jason Hiller – enginyeria
- Rachel White – enginyeria
- JC LeResche – enginyeria
- Sejo Navajas – assistència d'enginyeria